# Prologue
Prologue è un album dell'artista britannico Elton John, distribuito dalla Phantom.
Il disco fu registrato negli anni Sessanta, ma venne pubblicato solo nel 2001. Si tratta di cover eltoniane di brani di altri artisti della Warlock Records, tra cui Nick Drake e John Martyn; quattro tracce sono cantate da Linda Peters (all'epoca non ancora sposata al musicista Richard Thompson). Il CD è la copia di un vinile demo originale, pare prodotto in sole 100 copie per pubblicizzare la Warlock (di certo ne esistono sei, ed Elton ne possiede una). Le tracce contenute nell'album erano comunque già uscite precedentemente in vari bootleg. Stilisticamente, Prologue ricorda Tumbleweed Connection (1970).

## Tracce
1. Saturday Sun
2. Sweet Honesty
3. Stormbringer
4. Way To Blue
5. Go Out And Get It
6. The Day Is Done
7. Time Has Told Me
8. You Get Brighter
9. This Moment
10. I Don't Mind
11. Pied Pauper